# 窪田剛
窪田 剛（くぼた つよし、 1981年 - ）は日本の実業家、株式トレーダー。オンライン株式スクールの「株の学校ドットコム」および「カブケーションズオンラインスクール」で講師を務める。また、宇宙関連や医療関連のベンチャー企業に投資を行うエンジェル投資家でもある。長野県北安曇郡白馬村生まれ。

## 経歴
- 1999年 長野県大町高等学校卒業。
- 2003年 大学卒業後、ベンチャー（専門商社）に就職。経理・経営企画・IPO関連業務に携わる[2]。
- 2005年 退職し、ロサンゼルスに短期留学。その後、専業トレーダーとなる。
- 2008年 株式会社DJCを設立、代表取締役となる。

## 人物
9歳のときに交通事故で父親を亡くす。大学在学中の2001年、カンボジア旅行中に9.11アメリカ同時多発テロが起き、そのために足止めを喰らった際に現地の青年と出会う。働きながら独学で勉強していた青年の姿に自身を重ねて、「いつかここに学校を建てる」と決意する。
その後、雑誌で株式投資の記事を見たことでインターネット株式トレードに出会い、アルバイトで貯めた30万円を元手に株を始める。大学卒業後、ベンチャー企業に就職。24歳で独立し、本格的に短中期のトレーディングを学ぶ。
28歳のときに、ジョン・ウッドが創設したNGO「ルーム・トゥ・リード」を通じて、ネパールの首都カトマンズからインド国境を10時間近くのところにあるピュータン地区Dakhaquadi村に学校を寄付。2010年春、2階建ての校舎が完成し、同年10月、母と妻、仕事仲間たちとともに現地を訪れる。
現在は、オンライン株式スクールの「株の学校ドットコム」および「カブケーションズオンラインスクール」で講師を務めるかたわら、宇宙関連や医療関連のベンチャー企業にエンジェル投資を行うほか、eスポーツチームの支援も行う。
「東北を、日本を、花火で、元気に。」をスローガンに、毎年8月11日に、東日本大震災の被災地沿岸で花火を一斉に打ち上げる「LIGHT UP NIPPON」にも参加している。。
三田紀房作の漫画『インベスターZ』第11巻の「巻末特別記事1」にも登場。

## 著書
- 『株の学校（CD-ROM付）』（監修・柴田博人、高橋書店、2015年）ISBN 978-4-471-21076-2
- 『株の学校 超入門』（監修・柴田博人、高橋書店、2017年）ISBN 978-4-471-21079-3
- 『株の学校 改訂新版』（監修・柴田博人、高橋書店、2019年）ISBN 978-4471-21085-4

### インタビュー
- 僕が20代で学校を建てたワケ｜Supporters' Room（ルーム・トゥ・リード ジャパン）
- 「大金持ちになりたければ投資をするな！」（前編） | 三田紀房 公式サイト
- 「大金持ちになりたければ投資をするな！」（後編） | 三田紀房 公式サイト
- 震災から4年。復興支援活動を続ける「億超えトレーダー」 | 日刊SPA!
- 現役投資家が解説する！どこよりも簡単な『マネー・ショート 華麗なる大逆転』 | 木曜日のシネマ
- 知人が資金を持ち逃げ…アベノミクス相場前に億超えを達成したくぼっちさんが考える「生きたお金の使い方」 | ZUU Online